# Maison de Miloš Divac à Drenova
La maison de Miloš Divac à Drenova (en serbe cyrillique : Кућа Милоша Дивца у Дренови ; en serbe latin : Kuća Miloša Divca u Drenovi) se trouve à Drenova, dans la municipalité de Prijepolje et dans le district de Zlatibor, en Serbie. Elle est inscrite sur la liste des monuments culturels protégés de la République de Serbie (identifiant no SK 514).